# Office for Metropolitan Architecture
Office for Metropolitan Architecture (OMA) est l'agence d'architecture basée à Rotterdam de l'architecte Rem Koolhaas.
Le bureau est fondé en 1975 par Rem Koolhaas, Elia Zenghelis, Madelon Vriesendorp et Zoe Zenghelis.
L'agence possède un laboratoire de recherche dénommé AMO. 
En mars 2018, Rem Koolhaas ouvrira son premier bâtiment à Paris situé au 9 rue du Plâtre, dans le Marais. Cet espace sera réservé aux activités de Lafayette Anticipations - Fondation d'entreprise Galeries Lafayette, une fondation d'intérêt général qui apporte son soutien à la production d'œuvres nouvelles d'artistes contemporains et internationaux. Dans ce bâtiment industriel du XIXe siècle, l'architecte insère une « tour d'exposition » dotée de quatre planchers mobiles capables de réaliser quarante-neuf configurations possibles. Ainsi, avec le projet de la Fondation, Rem Koolhaas concrétise à une échelle publique un travail initial proposé à la maison Lemoine à Bordeaux.  